# Sant Miquel de Bell-lloc d'Urgell
Sant Miquel de Bell-lloc d'Urgell és l'església parroquial de Bell-lloc d'Urgell a la comarca del Pla d'Urgell. És un monument protegit com a bé cultural d'interès local.

## Descripció
Catalogada com d'estil colonial renaixentista, semblant al neoclàssic, l'església de Bell-lloc té planta de creu llatina amb tres naus i gran cúpula. Les columnes interiors són reduïdes a la mínima expressió per tal de donar més visibilitat. S'organitza en tres tramades i creuer més elevat. El presbiteri és semicircular i la il·luminació natural entra pels finestrals i el rosetó de la façana; és una vidriera policromada on es representen els quatre evangelistes i el cos i la sang de Crist. Els del creuer s'hi representen els anagrama de l'eucaristia i de la Verge Maria. Hi ha una "armonium" en el cor. Portada principal amb motllura de pedra de forma esglaonada emmarcant el seu contorn.

## Història
El temple parroquial fou aixecat sobre el solar d'una església primitiva, destruïda durant la guerra del 36. Aquesta primera deuria ser bastant antiga, gòtica, probablement, i reconstruïda al s. XVII, segons es dedueix dels fonaments. De les tres campanes que tenia, la petita encara es conserva avui. L'any 1940, les restes de l'església cremada foren netejades per obrir el c/ Major a la Carretera Nacional. Els materials foren reaprofitats en la construcció de la nova església i la nova rectoria. Fins que no s'inaugurà l'església provisional, l'any 1942 (vegeu fitxa de la rectoria), les celebracions es feien als porxos de la pl. Major. El 15 de juny de 1945 es posaren els fonaments de la nova església.